# .ki
.ki is het achtervoegsel van domeinnamen van Kiribati.
.ki is lid van CoCCA, een groep die voor een aantal top-level-domeinen (TLD's) gemeenschappelijk de registratie verzorgt. De andere TLD's in deze groep zijn .af, .cx, .dm, .gs, .mn, .mu, .na, .nf en .tl.